# Eden (Nueva York)
Eden es un pueblo ubicado en el condado de Erie en el estado estadounidense de Nueva York. En el año 2000 tenía una población de 8.076 habitantes y una densidad poblacional de 78,4 personas por km².

## Geografía
Eden se encuentra ubicado en las coordenadas 42°39′09″N 78°53′41″O / 42.65250, -78.89472.

## Demografía
Según la Oficina del Censo en 2000 los ingresos medios por hogar en la localidad eran de $54 940, y los ingresos medios por familia eran $60 640. Los hombres tenían unos ingresos medios de $41 405 frente a los $28 582 para las mujeres. La renta per cápita para la localidad era de $23 060. Alrededor del 1,2% de la población estaban por debajo del umbral de pobreza.